# بيا كوندي
بيا كوندي (بالسويدية: Pia Conde)‏ هي صحفية ومقدمة تلفزيونية سويدية، ولدت في 18 أبريل 1970 في السويد.